# 100人100旅 126人でつくった旅の本
『100人100旅 126人でつくった旅の本』（ひゃくにんひゃくたびひゃくにじゅうろくにんでつくったたびのほん）は、100人100旅プロジェクトの旅行記アンソロジーである。2009年12月中旬に全国の書店にて発売。ユーフォーブックス刊。

## 概要
インターネット上で「ぽりった」（ウェブ上での通称名。以下同様）が作成したコミュニティーで当該書籍の著者を募集して最終的に集まった126人それぞれが自分の旅先での体験談を原稿にして持ち寄る形で作成された旅話本である。そのため125（連名が一組）もの異なる旅話が1話完結方式で記載されている。なお得られた印税は全てボランティア団体へ寄付される。

## タイトルの由来
タイトルには100人と記載されているが、実際には126人が執筆に関わっている。これは情報としての100人ではなく、たくさんの、という意味を持たせたいという意向から付けられた。下述の六本木における第一回打合せ会議において、たとえ執筆者が100人集まらなかったとしても、もしくは100人以上が集まったとしてもタイトルには100人というフレーズを入れたい、と言う会議に参加した執筆者の総意があり、後にmixi上の公式コミュニティーにて執筆者からのアンケート投票によりタイトルが決定された。

## 100人100旅プロジェクト
「100人100旅 126人でつくった旅の本」製作に当たり、便宜上作られた任意団体。重版により得られた印税はすべてボランティア団体に寄付されることが当プロジェクトの方針として決まっているため、最終目的をボランティア団体への寄付と捉えるならば当プロジェクト自体もボランティア団体としての側面を持つ。ただし当プロジェクト参加メンバーには、この様に認識している者は稀であり、プロジェクト発起人である「ぽりった」自身もプロジェクトを端的に表す言葉として「大人の遊び」と表現してる。
主な活動履歴
- 2009年 7月:「ぽりった」がインターネット上にて旅話本のコミュニティを作成。
- 2009年 8月:東京都港区の六本木にて有志による第一回打ち合わせ会議開催。
- 2009年 9月:原稿の締め切り、および有志による原稿確認会を計2回行う。
- 2009年10月:東京、名古屋、大阪にてそれぞれ懇親会が行われる。
- 2009年11月:東京、大阪にてそれぞれ懇親会が行われる。
- 2009年12月:出版記念パーティー開催、「100人100旅 126人でつくった旅の本」発売。

出版記念パーティー企画部
- 出版記念パーティーの準備目的のために2009年9月に立ち上がった有志6名による集まりである。代表者は執筆者の1人である「りゅーちゃん」。
- 執筆者のほとんどは本の出版自体初めての経験であり、そのため出版記念パーティーに対する期待は大きく、単なる懇親会としたくないという思いから有志により企画部が立ち上げられた。
- 主な活動はパーティー会場探しや２次会場探し、日程調整、参加案内と言った一般的な宴会でも見られる活動から、結婚式のようなスライドショーの作成、そのスライドショーに使うそれぞれの執筆者が撮影した旅先の写真募集、また執筆者は全国各地から集まってくるため宿泊先の確保やウェブ上の広告目的によるCMの作成等多岐にわたる。

プロモーション企画部
- 出版直前に発足した大型プロモーションを行うための企画部。代表者は執筆者の一人である「macha」。

100旅写真展企画部
- 2010年1月と2月に100人100旅の出版を記念して、出版社であるユーフォーブックスが運営する[要出典]greenbazaarおよび旅茶箱（東京都）にて本の執筆者による写真展が催された。このイベントに際して立ち上がった当イベントの企画立案を行う有志による集まり。代表者は執筆者の一人である「ちるちるみちる」。

## その他
- 書籍のタイトルロゴは執筆者の1人である「ゆみφ」によってデザインされた。
- 初版本にはタイトルのない旅話が１話ある。これは出版社側と著者側との意思の疎通が十分に行われず[要出典]、編集が間に合わなかったためであり、第2版以降は修正される予定である。当該書籍出版の特徴として全国各地に居を構えている100名を超す執筆者と出版社とが、主にWEB上でのやり取りに限定された出版手続きを経るため、情報の伝達や意見のやり取りが十分にできず、困難を極めた。このタイトルの無い初版はそれを物語る痕跡である。
- 書籍の定価は1,890円（税込み）と、一般的な旅行記本と比べ高め[要出典]の設定になっている。これは100名に拘らず執筆者を集めたためにページ数が増えたことと、カラーページを希望する執筆者が多かったためである。
- 執筆者の募集を締め切った後もプロジェクトの代表者である「ぽりった」にプロジェクトの第2弾を希望する問い合わせがメールにて多く寄せられていた。当初は第2弾を予定していなかったものの、あまりに多くの問い合わせが寄せられたため、当該書籍の巻末に第2弾、第3弾の募集を行うことを記述するに至った。
- 2011年7月15日に、Travel Online Inc.よりiPhone、iPod touch および iPad用アプリケーションがApp Storeよりリリース。

## 続刊
- 第2弾：『だから僕らは旅に出る』 - 2010年6月、ユーフォーブックス、ISBN 978-4897131467
- 第3弾： 『地球に残したぼくたちの足跡』 - 2010年7月、ユーフォーブックス、ISBN 978-4897131474